# Hakken
Hakken (ili Hakkûh) je oblik plesa podrijetlom iz nizozemske hardcore/gabber scene. Pojam je uglavnom vezan za gabber supkulturu.

## Povijest plesa
Hakken se pojavio u Nizozemskoj 1990-ih, zajedno s pojavom glazbenog stila hardcore/gabber. Nije poznato tko ga je izmislio. Ples je postao raširen među gabberima (ljubiteljima hardcore glazbe), ne samo u Nizozemskoj, nego i u mnogim drugim zemljama, uključujući i Belgiju, Njemačku, Italiju, Francusku, i druge.

## Osobine plesa
U Australiji se ples uglavnom naziva gabber (imenica) ili gabbering (glagol), nazvan poslije glazbe koja se izvodi. Unatoč činjenici da se zove "Gabber", to se obično izvodi na hardstyle glazbi kod većine ljudi u Australiji.
Ples se sastoji od malih koraka koji brzo slijede jedan drugoga na ritam bass druma. Donji dio tijela (ispod zdjelice) je najvažniji dio, iako pomicanje ruke i trupa nije beskorisno.
Ples se uglavnom izvodi na hardcore i posebno na gabber glazbu. Jer jedan treba držati tempo zvuka, ples se obično izvodi prilično brzo, jer BPM ovog glazbenog stila može lako prijeći 190 BPM-a.

## Unutarnje poveznice
- Hardcore techno
- Hardstyle
- Gabber

## Vanjske poveznice
- YouTube - Vodič kroz hakken
- YouTube - Vodič kroz hakken (dodatni pokreti)